# Fenna Feenstra Kuiper
Fenna Feenstra Kuiper (Meppel, 11 mei 1892 – Langweer, 29 april 1983) was een Nederlands schrijfster van kinderboeken.

## Levensloop
Fenna Feenstra Kuiper werd geboren in Meppel als lid van het Friese geslacht Kuiper. Ze was een dochter van Esgo Taco Feenstra Kuiper (1857-1908) en Sophia Anna Cornelia Crull (1864-1944). Fenna's vader was boekdrukker en later journalist. Fenna Feenstra Kuiper volgde eerst de kweekschool en werd onderwijzeres in Arnhem. Een aantal jaren later ging ze echter nog naar de Leidse universiteit en studeerde daar wis- en natuurkunde. Ze trouwde met de handschoen met een marinearts en woonde afwisselend in Den Haag en Soerabaja. Toen haar kinderen geboren waren, begon ze met schrijven van meisjesboeken. In haar boeken behandelde ze dikwijls maatschappijkritische en controversiële onderwerpen. In haar boek Terug naar het Vaderland (1951) schreef ze bijvoorbeeld over het weinige begrip en steun voor de uit het voormalig Nederlands-Indië teruggekeerde Nederlanders die in kampen hadden gezeten.